# Gold Hill (Colorado)
Gold Hill è un centro abitato (census-designated place) degli Stati Uniti d'America, situato nella contea di Boulder dello stato del Colorado. Nel censimento del 2000 la popolazione era di 210 abitanti.

## Geografia fisica
Secondo i rilevamenti dell'United States Census Bureau, Gold Hill si estende su una superficie di 5,2 km².